# Mighty Mo
Siala-Mou Siliga, soprannominato Mighty Mo (Pago Pago, 8 ottobre 1970), è un ex kickboxer e lottatore di arti marziali miste samoano americano.
Ha combattuto nella categoria dei pesi massimi per la promozione statunitense Bellator.
Ha vinto due tornei di kickboxing organizzati dalla K-1, ovvero il torneo K-1 World Grand Prix 2004 in Las Vegas II ed il torneo K-1 World Grand Prix 2007 in Hawaii.

## Risultati nella kickboxing
| 14 Vittorie (11 (T)KO, 3 per decisione), 9 Sconfitte |           |                       |                                                            |                      |       |       |
| Data                                                 | Risultato | Avversario            | Evento                                                     | Metodo               | Round | Tempo |
| 08/09/2008                                           | Vittoria  | Justice Smith         | K-1 World GP 2008 in Hawaii, Hawaii                        | Decisione (Majority) | 3     | 3:00  |
| 04/13/2008                                           | Sconfitta | Keijiro Maeda         | K-1 World GP 2008 in Yokohama, Japan                       | Decisione            | 4     | 3:00  |
| 12/08/2007                                           | Sconfitta | Paul Slowinski        | K-1 World GP 2007 Final, Japan                             | KOT (Low kicks)      | 2     | 0:50  |
| 09/29/2007                                           | Sconfitta | Choi Hong-man         | K-1 World GP 2007 in Seoul Final 16, Korea                 | Decisione            | 3     | 3:00  |
| 08/11/2007                                           | Sconfitta | Stefan Leko           | K-1 World GP 2007 in Las Vegas, USA                        | Decisione            | 3     | 3:00  |
| 06/23/2007                                           | Sconfitta | Semmy Schilt          | K-1 World GP 2007 in Amsterdam, Netherlands, +100 kg Title | Decisione (Unanime)  | 3     | 3:00  |
| 04/28/2007                                           | Vittoria  | Aleksandr Pitchkounov | K-1 World GP 2007 in Hawaii, Hawaii                        | KO (Punches)         | 3     | 0:46  |
| 04/28/2007                                           | Vittoria  | Jan Nortje            | K-1 World GP 2007 in Hawaii, Hawaii                        | KO (Right Punch)     | 2     | 1:50  |
| 04/28/2007                                           | Vittoria  | Kim Kyoung-suk        | K-1 World GP 2007 in Hawaii, Hawaii                        | KO (Punch)           | 1     | 1:37  |
| 03/04/2007                                           | Vittoria  | Choi Hong-man         | K-1 World GP 2007 in Yokohama, Japan                       | KO (Right Overhand)  | 2     | 0:50  |
| 11/04/2006                                           | Vittoria  | Abdel Lamidi          | K-1 Fighting Network 2006 in Riga, Latvia                  | KO (Right Overhand)  | 1     | 2:17  |
| 07/30/2006                                           | Sconfitta | Remy Bonjasky         | K-1 World GP 2006 in Sapporo, Japan                        | Decisione            | 2     | 3:00  |
| 09/23/2005                                           | Sconfitta | Peter Aerts           | K-1 World GP 2005 in Osaka, Japan                          | KO (Left Mid Kick)   | 2     | 0:42  |
| 08/13/2005                                           | Vittoria  | Francois Botha        | K-1 World GP 2005 in Las Vegas II, USA                     | KOT (3 KD)           | 1     | 1:20  |
| 04/30/2005                                           | Vittoria  | Remy Bonjasky         | K-1 World GP 2005 in Las Vegas, USA                        | Split Decision       | 3     | 3:00  |
| 12/04/2004                                           | Sconfitta | Kaoklai Kaennorsing   | K-1 World Grand Prix 2004, Japan                           | KO (Right High Kick) | 1     | 2:40  |
| 09/25/2004                                           | Vittoria  | Gary Goodridge        | K-1 World Grand Prix 2004 in Tokyo, Japan                  | KOT (3 KD)           | 1     | 2:58  |
| 08/07/2004                                           | Vittoria  | Brecht Wallis         | K-1 World GP 2004 in Las Vegas II, USA                     | KO (Right Overhand)  | 2     | 2:55  |
| 08/07/2004                                           | Vittoria  | Scott Lighty          | K-1 World GP 2004 in Las Vegas II, USA                     | KO (Right Overhand)  | 1     | 1:29  |
| 08/07/2004                                           | Vittoria  | Sergei Gur            | K-1 World GP 2004 in Las Vegas II, USA                     | Decisione            | 3     | 3:00  |
| 04/30/2004                                           | Sconfitta | Dewey Cooper          | K-1 World GP 2004 in Las Vegas, USA                        | Decisione            | 3     | 3:00  |
| 04/30/2004                                           | Vittoria  | Carter Williams       | K-1 World GP 2004 in Las Vegas, USA                        | KOT                  | 3     | 1:52  |
| 02/15/2004                                           | Vittoria  | Hiraku Hori           | K-1 Burning 2004, Okinawa, Japan                           | KO (Right Hook)      | 4     | 1:22  |

## Risultati nelle arti marziali miste
| Risultato | Record | Avversario       | Metodo                     | Evento                         | Data              | Round | Tempo | Città                     | Note                                                 |
| --------- | ------ | ---------------- | -------------------------- | ------------------------------ | ----------------- | ----- | ----- | ------------------------- | ---------------------------------------------------- |
| Sconfitta | 6-4    | Alexandru Lungu  | KO (pugno)                 | RXF 15: Bucharest MMA Allstars | 15 dicembre 2014  | 1     | 0:55  | Bucarest, Romania         | Incontro Openweight                                  |
| Sconfitta | 6-3    | Alexander Volkov | KO (calcio alla testa)     | Bellator CXVI                  | 11 aprile 2014    | 1     | 2:44  | Temecula, Stati Uniti     | Torneo dei Pesi Massimi Bellator X, Semifinale       |
| Vittoria  | 6-2    | Peter Graham     | Sottomissione (scarf hold) | Bellator CXI                   | 7 marzo 2014      | 3     | 2:31  | Thackerville, Stati Uniti | Torneo dei Pesi Massimi Bellator X, Quarti di finale |
| Vittoria  | 5-2    | Ron Sparks       | Sottomissione (keylock)    | Bellator CV                    | 25 ottobre 2013   | 1     | 2:52  | Rio Rancho, Stati Uniti   |                                                      |
| Vittoria  | 4-2    | Dan Charles      | KO Tecnico (pugni)         | Bellator C                     | 20 settembre 2013 | 3     | 1:26  | Phoenix, Stati Uniti      | Debutto in Bellator                                  |
| Sconfitta | 3–2    | Josh Barnett     | Sottomissione (kimura)     | Dream 13                       | 22 marzo 2010     | 1     | 4:41  | Yokohama, Giappone        | Debutto in Dream                                     |
| Sconfitta | 3–1    | Semmy Schilt     | Sottomissione (triangolo)  | Dynamite!! 2008                | 31 dicembre 2008  | 1     | 5:31  | Saitama, Giappone         |                                                      |
| Vittoria  | 3–0    | Ruben Villareal  | KO Tecnico (pugni)         | Dynamite!! USA                 | 2 giugno 2007     | 1     | 1:33  | Los Angeles, Stati Uniti  |                                                      |
| Vittoria  | 2–0    | Kim Min-soo      | KO (pugno)                 | Hero's 8                       | 12 marzo 2007     | 1     | 2:37  | Nagoya, Giappone          |                                                      |
| Vittoria  | 1–0    | Mark Smith       | KO (ginocchiata)           | UAGF 4: Ultimate Cage Fighting | 12 ottobre 2003   | 2     | -     | Upland, Stati Uniti       |                                                      |